# SU-100
Die SU-100 (russisch СУ-100) war ein sowjetischer Jagdpanzer aus der Zeit des Zweiten Weltkrieges mit einem Geschütz des Kalibers 100 mm als Primärwaffe. Die Kettenfahrzeuge mit Zwölfzylinder-Dieselmotoren wurden von der Roten Armee im Deutsch-Sowjetischen Krieg ab Januar 1945 eingesetzt. Sie waren Weiterentwicklungen der SU-85, die bereits ab Sommer 1943 an der Front waren.
Das Kürzel SU bedeutet „Samochodnaja Ustanowka“ (Selbstfahrlafette); die 100 steht für das Kaliber der Hauptwaffe. Die Produktion lief von Dezember 1944 bis März 1946. Zu Kriegsende in Europa (Mai 1945) waren etwa 2495 Stück ausgeliefert. Insgesamt wurden 3037 SU-100 gebaut, von denen viele in der Sowjetarmee noch bis Ende der 1970er-Jahre im Einsatz waren.

## Entwicklung

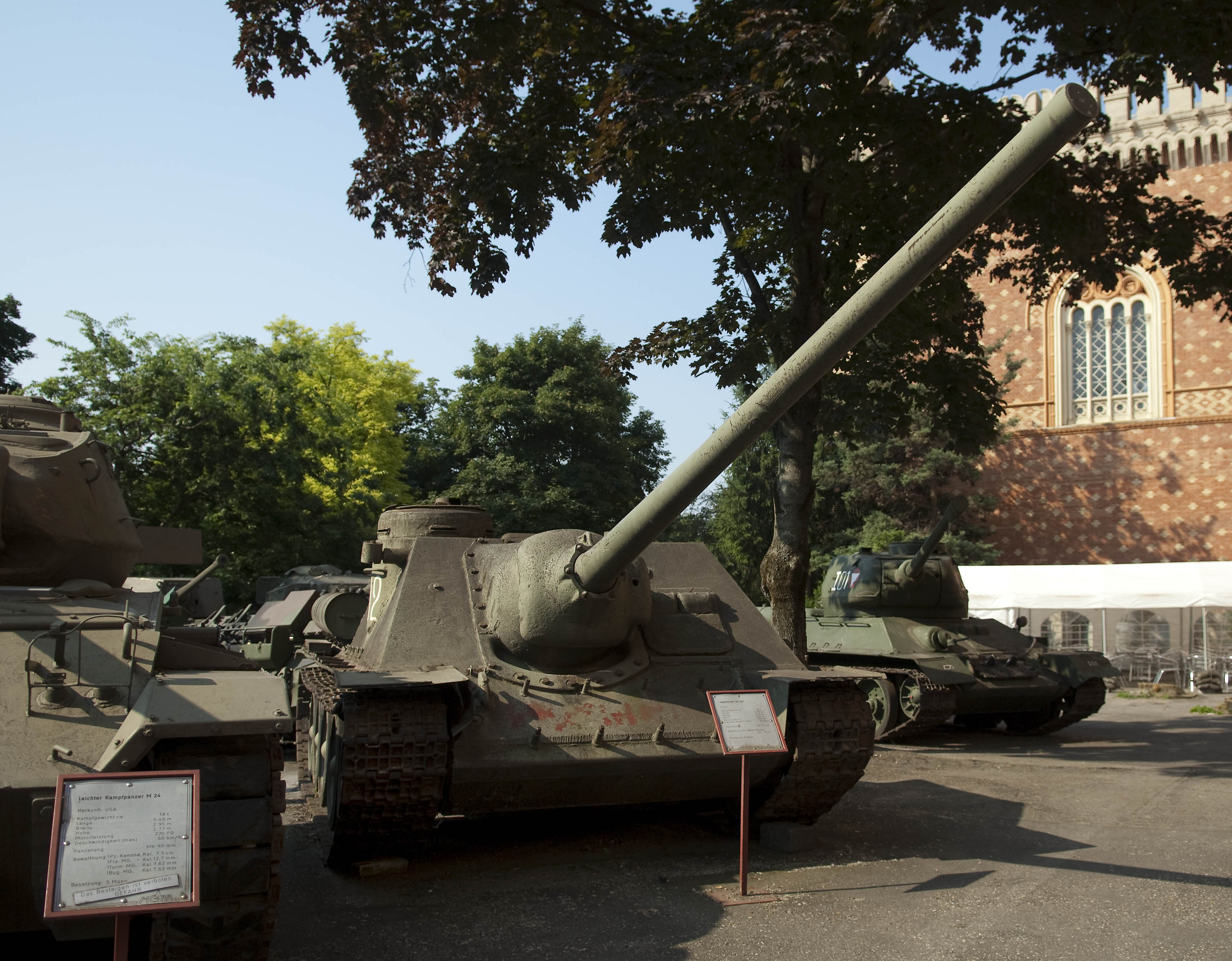
SU-100 im Heeresgeschichtlichen Museum, Wien, dahinter ein T-34.

1943 wurde der sowjetischen Führung klar, dass nur die wenigsten sowjetischen Panzer noch länger in der Lage waren, den Kampf gegen die neuen deutschen Panzer vom Typ Panther und Tiger erfolgreich zu führen. Daher wurde am 28. Dezember 1943 die Fabrik Uralmasch damit beauftragt, einen neuen Panzer mit einer 100-mm-Kanone zu konstruieren. Die Vorgaben waren strikt und nur schwer zu erfüllen: Bis zum 25. Februar 1944 sollte das Fahrzeug fertiggestellt und testbereit sein, außerdem sollte die Panzerkanone S-34 im Kaliber 100 mm verwendet werden. Als Grundlage für diesen neuen Panzer wurde die SU-85 genutzt. Nachdem sich gezeigt hatte, dass die Panzerkanone S-34 zu groß für den Aufbau war, wurde stattdessen die modifizierte 100-mm-Marinekanone B-34 verwendet. Die neue Bezeichnung für diese Kanone lautete D-10S. Allerdings gab es große Probleme mit der ebenfalls neu entwickelten Munition vom Typ BR-412 und so verzögerte sich die Massenproduktion der SU-100 bis zum Dezember 1944. Nachdem die Probleme gelöst waren, begann sofort die Produktion, sodass die ersten Fahrzeuge Anfang 1945 an die Front geliefert werden konnten.

## Einsatz
Die SU-100 erwies sich als sehr wirksam, sie war auch auf größere Entfernungen in der Lage, deutsche Panzer zu bekämpfen. Auf eine Entfernung von 2000 Meter konnte eine 125 mm starke senkrechte Panzerung durchschlagen werden. Die relativ niedrige Silhouette erschwerte außerdem die Aufklärung des Jagdpanzers durch den Gegner. Am 8. Januar 1945 kamen SU-100 zum ersten Mal zum Einsatz. Jedes Regiment, in dem die SU-100 zum Einsatz kam, bestand aus vier Batterien, die jeweils über fünf Fahrzeuge verfügten. Hinzu kam eine SU-100 oder ein T-34 als Kommandofahrzeug. Eine komplette Brigade mit mehreren Regimentern bestand aus insgesamt 65 Fahrzeugen.
Wehrmacht und Waffen-SS setzten die wenigen erbeuteten SU-100 unter der Bezeichnung SU-100(r) als Jagdpanzer an der Front ein. Um zu verhindern, dass die nun auf deutscher Seite eingesetzten SU-100(r) von eigenen Truppen angegriffen wurden, erfolgte eine Kennzeichnung mit übergroßen Balkenkreuzen an beiden Seiten.
Nach dem Krieg wurden die Jagdpanzer teilweise an Verbündete der Sowjetunion verkauft, so wurden beispielsweise einige Panzer dieses Typs von der ägyptischen Armee 1956 im Sinai-Feldzug eingesetzt. Außerdem erhielten viele afrikanische Staaten die SU-100. Der Großteil der Panzer verblieb jedoch bis zum Ende der 1970er-Jahre im Einsatz der sowjetischen Streitkräfte.
In der Tschechoslowakei wurden SU-100 mindestens bis 1956 produziert und auch vom Militär eingesetzt.

## Technische Daten SU-100
- Besatzung: 4 Mann
- Gewicht: 31,6 Tonnen
- Abmessungen in cm
  - Länge: 945
  - Breite: 300
  - Höhe: 224
- Bewaffnung
  - 100-mm-Kampfwagenkanone Typ D-10S L/56
- Antrieb
  - Zwölfzylinder-Dieselmotor, V-Motor Typ W-2 (500 PS)
  - Höchstgeschwindigkeit: 47 km/h (Straße)
- Panzerung in mm
  - Wanne seitlich: 45–75
  - Wanne Ober- und Unterseite: 20
  - Kanonenblende: bis zu 110

## Museale Rezeption

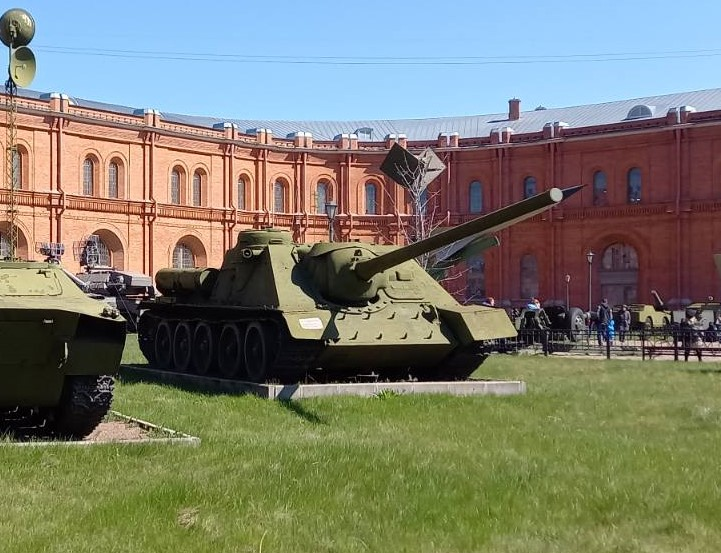
SU-100 im Militärhistorischen Museum für Artillerie, Ingenieurtruppen und Signalkorps St. Petersburg

In folgenden Museen sind erhaltene Exemplare der SU-100 zu besichtigen:
- Museum Berlin-Karlshorst
- Heeresgeschichtliches Museum, Wien
- Panzermuseum Kubinka
- Deutsches Panzermuseum Munster
- Mahn- und Gedenkstätte Ravensbrück (Auf Zufahrtsweg)